# 禁煙グッズ

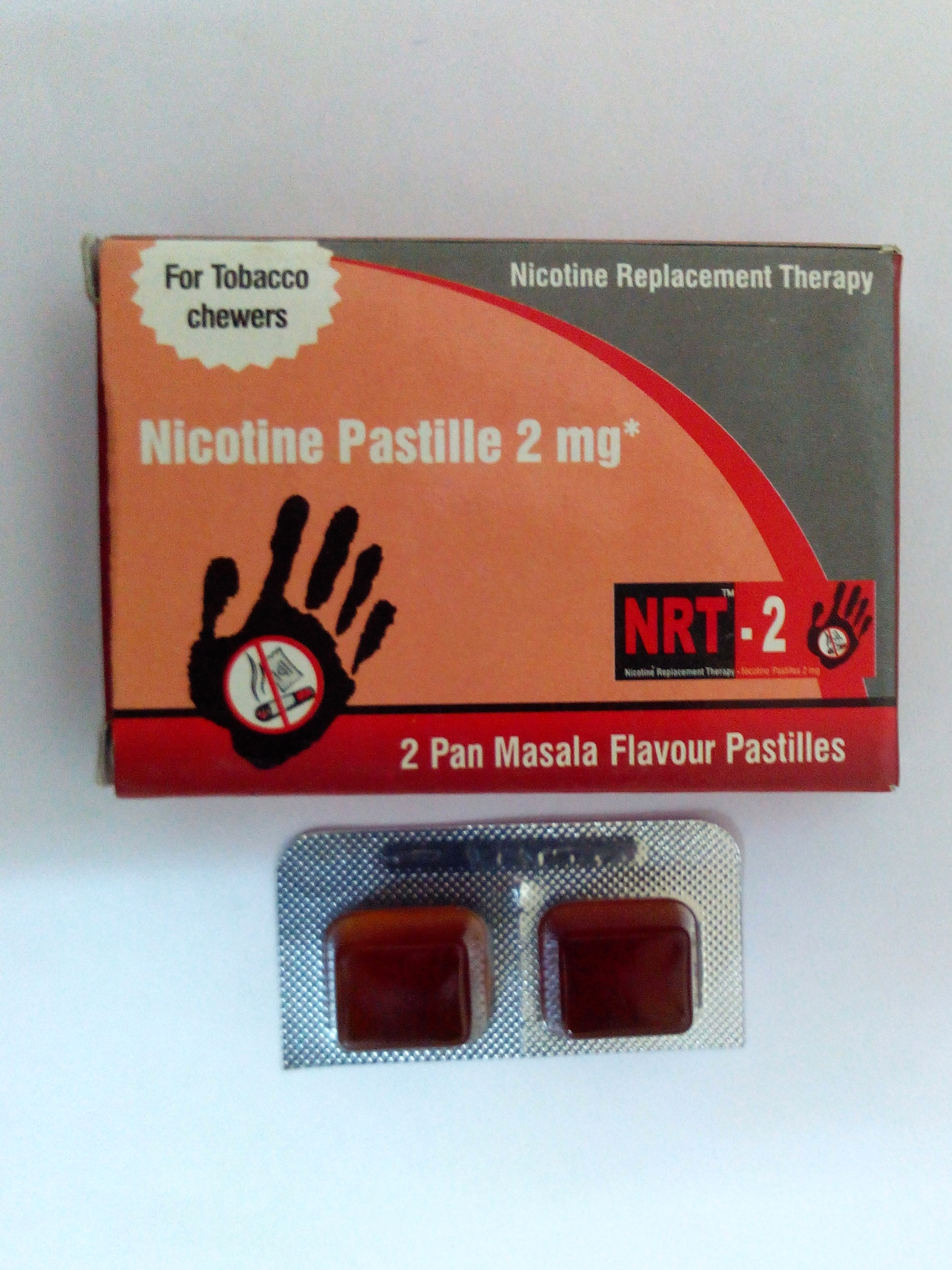
ニコチンガム

禁煙グッズ（きんえんグッズ）は、喫煙を止めて禁煙する目的で用いる物品の総称である。

## 医薬品

### ニコチンガム
ニコチンガムはニコチンを含有するガムである。スウェーデン海軍潜水艦乗組員の航海中の禁煙による離脱症状に対処すべく、1967年にオベ・フェルノが考案した。服用方法は噛みタバコと異なり、柔らかくなるまで噛んだ後に頬と歯茎の間へ挿し、粘膜経由でニコチンを摂取して離脱症状を一時的に抑制する。たばこ同様に依存物質のニコチンを摂取するが、タールの害はない。皮膚に貼付してニコチンを摂取するパッチタイプもある。禁煙治療にのニコチン置換療法で用いられ、摂取量を低減してニコチン依存症の解消を図る。
日本で医薬品の一般用禁煙補助剤として認可された「ニコレット」が、2001年9月から薬局で販売されている。

### ニコチンパッチ
ノバルティスファーマが製造販売するニコチンパッチ「ニコチネルTTS」が、2008年から薬局で購入可能となった。

### 経口薬
ファイザーが販売するチャンピックスは、ニコチンは含まず、有効成分がニコチン受容体に結合して喫煙から得られる満足感を抑制する。用法外物質の含有が認められて商品を回収したのちに供給を停止している。

## 禁煙パイプ
フィルターに香料を含浸させたパイプを吸うことで喫煙衝動を、パイプをくわえる事で口唇欲の衝動を、それぞれ抑制することを図る。「禁煙パイポ」は「私はコレでタバコを止めました」「私はコレで…会社を辞めました」のテレビコマーシャルで知られる。
フィルターや活性炭などを用いてタールやニコチンの吸引量低減を図る「離煙パイプ」もある。

## その他
- 禁煙飴
- 禁煙支援ソフト
- 電子たばこ